# Linlu
Linlu (chinesisch 林渌村, Pinyin Línlù Cūn) ist ein Dorf der Großgemeinde Taiping im Kreis Wuming der bezirksfreien Stadt Nanning im Autonomen Gebiet Guangxi der Zhuang-Nationalität, Volksrepublik China.
Linlu liegt im Südosten des Verwaltungsgebiets von Taiping, rund 2 km vom Sitz der Gemeinderegierung entfernt. Das Dorf besteht aus 16 Weilern (自然屯), in denen 733 Haushalte, insgesamt 2.818 Menschen (2008), nahezu ausschließlich von der Landwirtschaft leben.
Linlu hat 173,2 ha Ackerland, davon 68,7 ha für den Nassreisanbau. 104,5 ha werden im Trockenfeldbau bewirtschaftet. Angebaut werden vor allem Reis, Tomaten, Mais, Maniok und Longan. Die Kollektivwirtschaft wird von der Forstwirtschaft (566,7 ha Nutzwald), den Obstplantagen (u. a. Bananen) und der Wasserwirtschaft (Stausee) dominiert.